# Робинсон, Кристина
Кристина Робинсон (англ. Christina Robinson, 2 августа 1997 года, США) — американская актриса. Наиболее известна по роли Астор Беннетт в сериале «Декстер» канала Showtime. Её сестра-близнец — Кортни Робинсон — тоже актриса.

## Карьера
Первой заметной и принесшей ей известность ролью была второстепенная роль в сериале Декстер. За эту роль Астор Беннетт Кристина дважды получала премию Молодой актёр в номинации Лучшая работа в телесериале в 2008 и 2009 годах. Кроме телевидения Робинсон также участвовала в нескольких театральных постановках и снималась в нескольких рекламных роликах, в том числе и для американской рекламы Макдональдса. Принимала участие в церемонии вручения премии CARE студии Universal в Голливуде в 2007 году.. Живёт в Лос-Анджелесе, США.

## Фильмография
| Год       |     | Русское название            | Оригинальное название                        | Роль                          |
| --------- | --- | --------------------------- | -------------------------------------------- | ----------------------------- |
| 2006—2012 | с   | Декстер                     | Dexter                                       | Астор Беннетт                 |
| 2007      | док | Мишка на севере             | Arctic Tale                                  | Kid in End Credits            |
| 2007      | кор |                             | Anthem                                       | Girl with a Raggedy Andy doll |
| 2007      | кор |                             | Beyond the Line                              |                               |
| 2007      | кор |                             | The Lost Journal of Vice Marceaux            | Karalee                       |
| 2008      | кор |                             | Viola: The Traveling Rooms of a Little Giant | 7 year old VIOLA              |
| 2008      | кор |                             | Abigail                                      | Missy West                    |
| 2009      | кор |                             | Little Miss Badass                           | Dark Dionne                   |
| 2009      | кор |                             | Narcissus Dreams                             | Melissa                       |
| 2010      | кор | Сексуальные реакции лошадей | Equestrian Sexual Response                   | Alice                         |
| 2010      | кор | Саймон                      | Simon                                        | Abby                          |